# 小咩的管家
《小咩的管家》是日本漫畫家宮城理子的日本漫畫作品。於《Margaret》2006年11号到2012年24号期間進行連載。單行本全20卷。
2009年1月由富士電視台宣布接期改編為電視劇，於星期二21時台上播放。2011年1月的舞台化由宝冢歌舞剧团星組負責演出。
之後於《Margaret》2013年9号到2014年15号期間連載衍生作品（集英社）。單行本全4卷。
中間本作曾休載過一次，後改為《小咩的管家DX》，於《Margaret》2014年19号開始，2019年22号休載。單行本出至第15卷。
休載期間畫了另一個衍生作品，於《Margaret》2019年24号開始連載。

## 劇情簡介
從小是烏冬麵店老闆女兒的東雲芽衣，某天父母因事故身亡只留下她一個人，卻突然出現一名男子，自稱是她的管家柴田理人，並告知芽衣是日本第一財團本鄉家的繼承人。為了把芽衣培養成真正的名門淑女，她被送進了著名的聖露絲亞女子學院。這裡所有人也和芽衣一樣，身邊都跟著一個英俊的男管家。不同的是，大家都是真正的淑女名媛，無法適應上流社會生活的芽衣和所有人都格格不入。青梅竹馬的玩伴柴田劍人為保護芽衣成為見習管家進入學院，再加上喜歡芽衣管家的人是學校裡的老大——露絲亞，本鄉詩織，芽衣本來平凡簡單的生活真實發生了翻天覆地的變化……

## 登場人物
東雲 咩（港譯：東雲芽衣）
17歲(一開始是13歲)。女主角。從栗乃木高中學校轉學進聖路西亞女子學園（聖ルチア女学園）的少女。真實身份是本鄉金太郎的親生孫女，但沿用「東雲」一姓。個性很有正義感、好強，有點笨手笨腳。專屬管家是柴田理人。東雲周太郎（本鄉周太郎）及東雲優的女兒，二人於交通事故喪生。
柴田 理人
25歲(一開始是21歲)。男主角。被國際執事協會（執事即管家）認可的S等級（S即Special，即頂級）管家。被本鄉家僱用並服待東雲咩。家務、智商、外表等一律完美的男生。同時是柴田劍人的兄長。一年前曾在聖路西亞女子學園工作，曾經服侍路西亞小姐（即本鄉詩織），一年後主動服侍小咩，原因是他喜歡小咩。
柴田 劍人
17歲(一開始是13歲)。男主角。東雲咩的見習管家。被小咩稱為「柴犬」。喜歡小咩。智商及外表亦很出類拔萃，但性格粗魯，不愛莉香依靠別人的性格。同時是柴田理人的弟弟，不喜歡十全十美的哥哥。最希望服侍小咩。

### 陰級（OMBRA/オンブラ）
山田 多美
17歲(一開始是13歲)，小咩的同學。性格過分貪玩，在上課時間玩羽毛球等玩意，經常神出鬼沒，專屬管家是神崎。
神崎
33歲(一開始是29歲)，B等級管家。被山田家僱用並服侍多美，稱多美為「多美公主」，經常說「要生存就要自相殘殺」。和多美一樣經常神出鬼沒。

### 月亮級（LUNA/ルナ）
華山莉香
17歲(一開始是13歲)，小咩的同學，專屬管家是青山。個性腹黑的美少女，十分信任青山。原本十分的討厭小咩，後來他們雙方的執事決鬥時，他的執事輸了，小咩卻把執事還給她，她便漸漸的喜歡上小咩。
青山（配音：曹啟謙）
22歲(一開始是18歲)，A等級管家。被華山家僱用並服侍理香，他對莉香非常忠心，每次他有比賽，莉香都會交自己媽媽的鏈子給青山保管，如果青山勝利，才收回鏈子。年紀最小的管家之一。
夏目不二子
17歲(一開始是13歲)，小咩的同學，專屬管家是根津。外表美艷而且富女人味，卻很純情。喜歡根津，平日稱呼他做「小根津」。
根津
36歲(一開始是32歲)，B等級管家。被夏目家僱用並服侍不二子。
麻麻原美琉久
7歲(一開始是4歲)，小咩的同學，專屬管家是大門。超級天才。不想別人當她小朋友。
大門（配音：何承駿）
28歲(一開始是24歲)，B等級管家。被麻麻原家僱用並服侍美琉久。用小朋友的服侍方法對美琉久，所以多次被美琉久「炒魷魚」。

### 太陽級（SOLE/ソーレ）
龍恩寺泉
17歲(一開始是13歲)，小咩的同學，專屬管家是木場。文武兼備的少女：騎術、狩獵、成績一律完美。有一個沒有血緣關係的媽媽。後來成為第43代路西亞。
木場
29歲(一開始是25歲)，C等級管家，被龍恩寺家僱用並服侍泉。
本鄉詩織（配音：朱妙蘭）
24歲(一開始是20歲)，與芽衣同樣是本鄉家的候選遺產繼承人，第42代的露絲亞（聖露絲亞女子學校的最高權利學生），專屬管家是忍。因周太郎離開本鄉家，在無繼承人的情形下收的養女，喜歡理人，討厭芽衣，假裝因患病而行動不便。
忍（配音：伍博民）
22歲，S級管家，被本鄉家僱用並服侍詩織。擁有醫學博士的S等級管家，對詩織忠心耿耿，同時也深愛著詩織。雖被詩織指使陷害小咩，卻反而多次暗地裡幫助了她。

### 聖路西亞子學院教師
蘿絲校長
聖路西亞女子學校的校長，亦是該校畢業生。
櫻庭（配音：張錦江）
35歲，A等級管家，服侍蘿絲主任。

### 本鄉家族
本鄉金太郎
70歲，芽衣的祖父，名門本鄉家之主。通稱為「昭和的怪物」，外表和人格是典型的狸貓爺爺，也是本鄉周太郎的父親。

## 出版書籍
小咩的管家
| 卷數 | 集英社         | 集英社                 | 東立出版社     | 東立出版社             |
| 卷數 | 發售日期       | ISBN                   | 發售日期       | ISBN                   |
| ---- | -------------- | ---------------------- | -------------- | ---------------------- |
| 1    | 2006年11月24日 | ISBN 4-08-846111-8     | 2008年11月7日  | ISBN 978-986-10-2190-4 |
| 2    | 2007年3月23日  | ISBN 978-4-08-846152-6 | 2008年11月24日 | ISBN 978-986-10-2214-7 |
| 3    | 2007年7月25日  | ISBN 978-4-08-846190-8 | 2008年12月22日 | ISBN 978-986-10-2215-4 |
| 4    | 2007年11月22日 | ISBN 978-4-08-846232-5 | 2009年1月12日  | ISBN 978-986-10-2216-1 |
| 5    | 2008年3月25日  | ISBN 978-4-08-846275-2 | 2009年1月20日  | ISBN 978-986-10-2217-8 |
| 6    | 2008年7月25日  | ISBN 978-4-08-846311-7 | 2009年2月7日   | ISBN 978-986-10-2218-5 |
| 7    | 2008年11月25日 | ISBN 978-4-08-846352-0 | 2009年4月29日  | ISBN 978-986-10-2841-5 |
| 8    | 2008年12月25日 | ISBN 978-4-08-846374-2 | 2009年5月27日  | ISBN 978-986-10-2740-1 |
| 9    | 2009年4月24日  | ISBN 978-4-08-846397-1 | 2009年7月13日  | ISBN 978-986-10-3557-4 |
| 10   | 2009年8月25日  | ISBN 978-4-08-846432-9 | 2009年11月25日 | ISBN 978-986-10-4317-3 |
| 11   | 2009年12月25日 | ISBN 978-4-08-846471-8 | 2010年4月6日   | ISBN 978-986-10-4997-7 |
| 12   | 2010年4月23日  | ISBN 978-4-08-846513-5 | 2010年8月9日   | ISBN 978-986-10-5540-4 |
| 13   | 2010年8月25日  | ISBN 978-4-08-846555-5 | 2010年11月4日  | ISBN 978-986-10-6184-9 |
| 14   | 2010年11月5日  | ISBN 978-4-08-846590-6 | 2011年3月30日  | ISBN 978-986-10-6857-2 |
| 15   | 2011年5月25日  | ISBN 978-4-08-846650-7 | 2012年2月3日   | ISBN 978-986-10-7866-3 |
| 16   | 2011年9月23日  | ISBN 978-4-08-846696-5 | 2012年3月5日   | ISBN 978-986-10-8664-4 |
| 17   | 2012年1月25日  | ISBN 978-4-08-846734-4 | 2012年7月25日  | ISBN 978-986-10-9337-6 |
| 18   | 2012年5月25日  | ISBN 978-4-08-846773-3 | 2012年10月5日  | ISBN 978-986-317-075-4 |
| 19   | 2012年9月25日  | ISBN 978-4-08-846824-2 | 2013年3月13日  | ISBN 978-986-317-939-9 |
| 20   | 2013年1月25日  | ISBN 978-4-08-846877-8 | 2013年5月15日  | ISBN 978-986-324-882-8 |

S級導讀
| 卷數 | 集英社        | 集英社                 | 東立出版社   | 東立出版社             |
| 卷數 | 發售日期      | ISBN                   | 發售日期     | ISBN                   |
| ---- | ------------- | ---------------------- | ------------ | ---------------------- |
| 14.5 | 2011年1月25日 | ISBN 978-4-08-846615-6 | 2012年2月3日 | ISBN 978-986-10-7252-4 |

小咩的管家DX
| 卷數 | 集英社         | 集英社                 | 東立出版社     | 東立出版社             |
| 卷數 | 發售日期       | ISBN                   | 發售日期       | ISBN                   |
| ---- | -------------- | ---------------------- | -------------- | ---------------------- |
| 1    | 2015年1月23日  | ISBN 978-4-08-845330-9 | 2016年4月15日  | ISBN 978-986-462-922-0 |
| 2    | 2015年5月25日  | ISBN 978-4-08-845387-3 | 2016年10月24日 | ISBN 978-986-462-923-7 |
| 3    | 2015年9月25日  | ISBN 978-4-08-845444-3 | 2017年1月13日  | ISBN 978-986-462-924-4 |
| 4    | 2016年1月25日  | ISBN 978-4-08-845511-2 | 2017年2月13日  | ISBN 978-986-462-925-1 |
| 5    | 2016年5月25日  | ISBN 978-4-08-845571-6 | 2017年8月21日  | ISBN 978-986-470-408-8 |
| 6    | 2016年9月23日  | ISBN 978-4-08-845633-1 | 2018年11月12日 | ISBN 978-986-482-005-4 |
| 7    | 2017年1月25日  | ISBN 978-4-08-845714-7 | 2019年1月4日   | ISBN 978-986-482-694-0 |
| 8    | 2017年5月25日  | ISBN 978-4-08-845759-8 |                |                        |
| 9    | 2017年9月25日  | ISBN 978-4-08-845819-9 |                |                        |
| 10   | 2018年1月25日  | ISBN 978-4-08-845876-2 |                |                        |
| 11   | 2018年5月25日  | ISBN 978-4-08-844035-4 |                |                        |
| 12   | 2018年9月25日  | ISBN 978-4-08-844093-4 |                |                        |
| 13   | 2019年2月25日  | ISBN 978-4-08-844165-8 |                |                        |
| 14   | 2019年6月25日  | ISBN 978-4-08-844206-8 |                |                        |
| 15   | 2019年10月25日 | ISBN 978-4-08-844252-5 |                |                        |

### 小說
著者：ココロ直 / 原著、插畫：宮城理子
- Cobalt文庫版

| 書名 | 集英社        | 集英社                 |
| 書名 | 發售日期      | ISBN                   |
| ---- | ------------- | ---------------------- |
|      | 2009年3月3日  | ISBN 978-4-08-601263-8 |
|      | 2009年4月23日 | ISBN 978-4-08-601293-5 |
|      | 2009年7月31日 | ISBN 978-4-08-601323-9 |
|      | 2010年9月1日  | ISBN 978-4-08-601442-7 |

小說原創故事
| 冊數 | 副標題 | 集英社        | 集英社                 |
| 冊數 | 副標題 | 發售日期      | ISBN                   |
| ---- | ------ | ------------- | ---------------------- |
| 1    |        | 2010年4月23日 | ISBN 978-4-08-780565-9 |
| 2    |        | 2010年11月5日 | ISBN 978-4-08-780586-4 |

### 衍生作品
| 冊數 | 集英社         | 集英社                 |
| 冊數 | 發售日期       | ISBN                   |
| ---- | -------------- | ---------------------- |
| 1    | 2013年7月25日  | ISBN 978-4-08-845070-4 |
| 2    | 2013年11月25日 | ISBN 978-4-08-845125-1 |
| 3    | 2014年3月25日  | ISBN 978-4-08-845180-0 |
| 4    | 2014年7月25日  | ISBN 978-4-08-845238-8 |

| 冊數 | 集英社        | 集英社                 |
| 冊數 | 發售日期      | ISBN                   |
| ---- | ------------- | ---------------------- |
| 1    | 2020年3月25日 | ISBN 978-4-08-844328-7 |

## 電視劇

### 演員表
- 東雲咩（東雲芽衣） - 榮倉奈奈（粵語配音：何璐怡）
  - 柴田理人 - 水嶋斐呂（粵語配音：李致林）
  - 柴田劍人 - 佐藤健（粵語配音：李凱傑）
- 山田多美 - 谷村美月（粵語配音：黃紫嫻）
  - 神崎 - 阿部進之介（粵語配音：黃啟昌）
- 華山莉香 - 大政絢（粵語配音：鄭麗麗）
  - 青山 - 真山明大（粵語配音：曹啟謙）
- 夏目不二子 - 中別府葵（粵語配音：劉惠雲）
  - 根津 - 姜暢雄（粵語配音：梁偉德）
- 麻麻原美琉久 - 吉田里琴（粵語配音：楊善諭）
  - 大門 - 鈴木亮平（粵語配音：何承駿）
- 龍恩寺泉 - 岩佐真悠子（粵語配音：張頌欣）
  - 木場 - 夕輝壽太（粵語配音：劉奕希）
- 本鄉詩織（露琪亞） - 山田優（粵語配音：朱妙蘭）
  - 忍 - 向井理（粵語配音：伍博民）
- 蘿絲校長 - 堀內敬子（粵語配音：蔡惠萍）
  - 櫻庭 - 鈴木浩介（粵語配音：張錦江）
- 本鄉金太郎 - 津川雅彥（粵語配音：陳曙光）
  - 赤羽右近 - 高木萬平（粤语配音：梁偉德）
  - 赤羽左近 - 高木心平（粵語配音：劉奕希）
- 天羽凛 - 忽那汐里（粵語配音：林元春）
  - 四谷 - 丸山智己（粵語配音：翟耀輝）
- 松城光 - 中村知世（粤语配音：陳凱婷）
  - 築地 - 南圭介（PureBoys）（粵語配音：伍博民）
- 竹之宮奈央 - 小嶋陽菜（AKB48）（粵語配音：林芷筠）
  - 乃木坂 - 君澤由紀（粵語配音：黃榮璋）
- 梅島京子 - 小林喜名子（粵語配音：陸惠玲）
  - 六本木 - 加藤慶祐（粵語配音：張裕東）
- 上村香織 - 菊里光（粤语配音：陳凱婷）
  - 中目黒 - 山口賢貴（D2）（粤语配音：黃啟昌）
- 中野洋子 - 秋山多奈（粵語配音：林芷筠）
  - 御徒町 - 鹿内大嗣（粵語配音：張錦江）
  - 大地由真 - 臼田麻美（粵語配音：黃紫嫻）
  - 水澤聰美 - 荷拉千秋（愛爾蘭與日本混血）（粵語配音：楊善諭）
  - 火野繪里子 - 山本彩乃（粵語配音：黃玉娟）
  - 風間藍 - 石橋菜津美（粵語配音：林芷筠）
- 仲本春平 - 杉本哲太（粵語配音：葉振聲）
- 仲本秋子 - 石野真子（粵語配音：黃鳳英）
- 仲本美冬 - 北川弘美（粵語配音：陸惠玲）
- 仲本夏美 - 星井七瀨（粵語配音：梁少霞）

客串演出
- 本郷詩織幼少期 - 佐佐木Rio（粵語配音：朱妙蘭）
- 東雲由宇 - 山下容莉枝（第1～2、9集）（粤语配音：黃麗芳）
- 東雲周太郎 - 橋爪淳（第1～2、9集）（粤语配音：招世亮）
- 龍恩寺新之介 - 庄司龍成（第2～4集）（粤语配音：陳凱婷）
- 龍恩寺都 - 山口香緒里（第2～4集）（粤语配音：黃玉娟）
- 研究所的督察 - 神尾佑（第5集）
- 繼承儀式主辦 - 小木茂光（第10集）

### 音樂
- 主題曲：ROCK'A'TRENCH「My SunShine」（華納音樂於2009年3月4日發行）

### 製作人員
- 原著：宮城理子（集英社）
- 策劃：後藤博幸、太田大
- 編劇：古家和尚
- 音樂：河野伸、高見優
- 製片人：橋本芙美
- 導演：石川淳一、木下高男、城寶秀則、岩田和行
- 製作公司：富士電視台、共同電視台

### 播放日程
| 集數                                               | 播出日期      | 日文標題 | 中文標題                     | 導演     | 收視率 |
| -------------------------------------------------- | ------------- | -------- | ---------------------------- | -------- | ------ |
| 1                                                  | 2009年1月13日 |          | 實現女性願望的帥氣管家們！！ | 石川淳一 | 14.9%  |
| 2                                                  | 2009年1月20日 |          | 賭上生命守護您！！           | 石川淳一 | 14.8%  |
| 3                                                  | 2009年1月27日 |          | 我想為您服務                 | 木下高男 | 14.4%  |
| 4                                                  | 2009年2月3日  |          | 我需要您                     | 木下高男 | 12.0%  |
| 5                                                  | 2009年2月10日 |          | 與理人相擁                   | 石川淳一 | 13.6%  |
| 6                                                  | 2009年2月17日 |          | 劍人的大告白！！             | 城寶秀則 | 14.0%  |
| 7                                                  | 2009年2月24日 |          | 我就在你的身傍               | 石川淳一 | 13.1%  |
| 8                                                  | 2009年3月3日  |          | 決鬥！！理人vs劍人           | 岩田和行 | 13.5%  |
| 9                                                  | 2009年3月10日 |          | 不要死，理人                 | 木下高男 | 13.4%  |
| 最終回                                             | 2009年3月17日 |          | 最後之吻                     | 石川淳一 | 16.6%  |
| 平均收視率14.1%（關東地區·Video Research公司調查） |               |          |                              |          |        |

## 舞台劇
2011年日本寶塚歌劇團改編成舞台劇，1～2月由寶塚歌劇團星組在寶塚Bow Hall和日本青年館初演。 （页面存档备份，存于）

### 演員表
- 柴田理人 - 紅ゆずる
- 東雲咩 - 音波みのり
- 柴田劍人 - 美彌るりか
- 本鄉詩織 - 白華れみ
- 忍 - 真風涼帆
- 本郷金太郎 - 汝鳥伶
- 蘿絲校長 - 美穂圭子
- 華山莉香 - 音花ゆり
- 木場 - 如月蓮
- 櫻庭 - 海隼人
- 神崎 - 汐月しゅう
- 夏目不二子 - 紫月音寧
- 青山 - 芹香斗亜
- 龍恩寺泉 - 夏樹れい
- 根津 - 漣レイラ
- 大門 - 礼真琴
- 麻麻原美琉久 - 紫りら
- 山田多美 - 妃海風

## 外部連結
- 芽依的管家（日語）
- 集英社 漫畫網站 （页面存档备份，存于）（日語）
- 緯來日本台官方網站 （页面存档备份，存于）（繁體中文）
- 無綫電視官方網站 （页面存档备份，存于）（繁體中文）